# 137
Évszázadok: 1. század – 2. század – 3. század
Évtizedek: 80-as évek – 90-es évek – 100-as évek – 110-es évek – 120-as évek – 130-as évek – 140-es évek – 150-es évek – 160-as évek – 170-es évek – 180-as évek
Évek: 132 – 133 – 134 – 135 –  136 – 137 – 138 – 139 – 140 – 141 – 142

## Események

### Római Birodalom
- Lucius Aelius Caesart és Publius Coelius Balbinus Vibullius Piust választják consulnak.
- Lucius Aelius Caesart, Hadrianus császár örökösét Carnuntumba küldik, hogy Pannonia Superior és Inferior kormányzójaként felügyelje a szvébek elleni védekezést. Az év végén visszatér Rómába.
- A beteg Hadrianus császár többször is megkísérel öngyilkosságot elkövetni, de ebben megakadályozzák.
- Palmüra, a birodalom és a Perzsa-öböl közti kereskedelmi útvonalon fekvő oázisváros új vám- és adótörvényeket hoz, amelyet görög és arameus nyelven felvésnek egy 4,8 m x 1,75 m-es kőre.

## Születések
- Didius Iulianus, római császár

## Fordítás
- Ez a szócikk részben vagy egészben  a(z)   137 című francia Wikipédia-szócikk ezen változatának fordításán alapul.  Az eredeti cikk szerkesztőit annak laptörténete sorolja fel. Ez a jelzés csupán a megfogalmazás eredetét és a szerzői jogokat jelzi, nem szolgál a cikkben szereplő információk forrásmegjelöléseként.